# Lukas Moodysson
Karl Fredrik Lukas Moodysson (* 17. ledna 1969 Lund, Švédsko) je švédský filmař, autor románů a povídek. Poprvé se prosadil jako ambiciózní básník v 80. letech 20. století a svůj velký domácí i mezinárodní průlom zaznamenal v roce 1998 režií romantického filmu Láska je láska. Od té doby režíroval řadu filmů různých žánrů a s různými ohlasy publika a také pokračoval v psaní poezie a prózy. V listopadu 2003 zařadil britský deník The Guardian Moodyssona na 11. místo ve svém seznamu čtyřiceti nejlepších světových režisérů a jeho režijní styl popsal jako „srdečný a nekompromisní“.

## Raný život
Lukas Moodysson se narodil v jihošvédském Lundu a vyrostl v nedalekém Åkarp v kraji Skåne jako vyděděnec, který se vyjadřoval prostřednictvím poezie. Ve svých 23 letech napsal pět básnických sbírek a román vydaný nakladatelstvím Wahlström &amp; Widstrand. Rozhodl se přejít k filmu, aby vytvářel díla, která byla méně introvertní a mohla by se líbit širšímu publiku než poezie. Po studiích na tehdy jediné švédské filmové škole Dramatiska Institutet ve Stockholmu režíroval tři krátké filmy, než přešel k celovečerním hraným filmům.

## Filmová tvorba
Moodyssonův režijní průlom přišel s filmem Fucking Åmål (česky Láska je láska). Klasický milostný příběh, natočený ve vysoce naturalistickém, téměř dokumentárním stylu, se odehrává v malém a nudném švédském městě Åmål a sleduje dvě dívky, které se do sebe poněkud neohrabaně zamilují. Film zaznamenal značný úspěch u švédské veřejnosti i filmové kritiky. Získal čtyři ceny Guldbagge (Zlatohlávek), včetně ceny za nejlepší film, nejlepší herečky (společně pro dvě dívky Rebecku Liljeberg a Alexandru Dahlström), nejlepší režii a nejlepší scénář. Ve Švédsku se ze snímku stal hit.
Jeho další film z roku 2000 Společně (Tillsammans) sledoval peripetie společného života v komuně na stockholmském předměstí v 70. letech 20. století. Dobovou atmosféru navodil prostřednictvím rozsáhlého používání tehdejších švédských proggových a popových písní, včetně hitu skupiny ABBA „SOS“.
Na tyto dva vesele optimistické filmy navázal Moodysson v roce 2002 brutálním Lilja (Lilya 4-ever), zařazeným v následujícím roce do mnoha žebříčků americké filmové kritiky. Převážně ruskojazyčný film sleduje dívku žijící v blíže nespecifikované zemi bývalého Sovětského svazu (natáčení probíhalo v Estonsku) poté, co ji opustila matka, odešla ze školy, byla donucena k prostituci a poté unesena do sexuálního otroctví. Moodysson uvedl, že by film nemohl natočit bez svého silného křesťanského přesvědčení. Časté náboženské fantazie, které Lilja má, jsou jedinými citlivými okamžiky v bezútěšném světě, který Moodysson představuje. V době uvedení filmu kritik Dave Kehr z The New York Times prohlásil Moodyssona za „nejoceňovanějšího švédského filmaře od dob Ingmara Bergmana“.
Jeho film z roku 2004, kontroverzní Rána v srdci (Ett hål i mitt hjärta) má spíše experimentální než tradiční narativ. Podle autorových slov byl záměrně vytvořen tak, aby publikum odrazoval. Do mlhavé zápletky o dvou pornografech, kteří natáčejí své nejnovější video ve špinavém bytě s pornohvězdičkou toužící po pozornosti, zatímco syn jednoho z nich zůstává většinu času zalezlý ve svém pokoji, se mísí časté vřískavé zvuky, detailní záběry na ženské genitálie i další šokující prvky. Film získal ve Švédsku zvláštní certifikát za šokující záběry a od drtivé většiny kritiků se dočkal příšerných recenzí.
Na tento počin navázal Moodysson v roce 2006 dalším, ještě experimentálnějším filmem Container, k němuž namluvila průvodní slovo herečka Jena Malone. Jediným zvukem ve filmu je vyprávění proudu vědomí, které s vizuálním obsahem souvisí jen volně.
Nový směr nabrala Moodyssonova práce s filmem Mamut (Mammut), který měl premiéru 23. ledna 2009. Na rozdíl od předchozích dvou počinů jde o výpravný film a autorův první anglofonní počin, pojednávající o úspěšném newyorském páru, jejich dceři a její filipínské chůvě.
Následující film z roku 2013 My jsme nejlepší! (Vi är bäst!) je založený na komiksu Aldrig Godnatt, který vytvořila režisérova manželka Coco Moodysson, a vrací se k tématům a stylu snímků Láska je láska and Společně. Jeho děj se odehrává v roce 1982 a sleduje osudy tří dospívajících dívek v punkové kapele.
Všechny Moodyssonovy celovečerní filmy produkovala nebo koprodukovala firma Memfis Film, malá švédská produkční společnost se sídlem ve Stockholmu. Její generální ředitel a producent Lars Jönsson se snaží navazovat dlouhodobé spolupráce s režiséry a podporovat i méně komerčně zaměřené projekty, jako byly Moodyssonovy Rána v srdci či Container.
V roce 2019 měl premiéru 12dílný televizní seriál Gösta, Moodyssonův první vstup do televizní tvorby a první dramatický seriál HBO objednaný ze Skandinávie.
V roce 2023 byl do kin uveden film Společně 99 (Tillsammans 99), Moodyssonovo pokračování dřívějšího Společně. Odehrává se v roce 1999 a sleduje Görana a Klase při zakládání nové komuny. Většina účinkujících se do filmu vrátila, s výjimkou dětí, Michaela Nyqvista (zemřel v roce 2017) a Oly Rapaceho, jehož role Lasseho byla přeobsazena s hercem Jonasem Karlssonem.

## Osobní život
Moodysson je otevřený zastánce levicové a feministické politiky a hluboce oddaný křesťan. Žije v Malmö se svou ženou, umělkyní Coco Moodysson. Mají spolu tři děti.

## Filmografie
Není-li uvedeno jinak, podílel se Moodysson na následujících dílech jako scenárista i režisér:
- Det var en mörk och stormig natt – 1995, krátký film

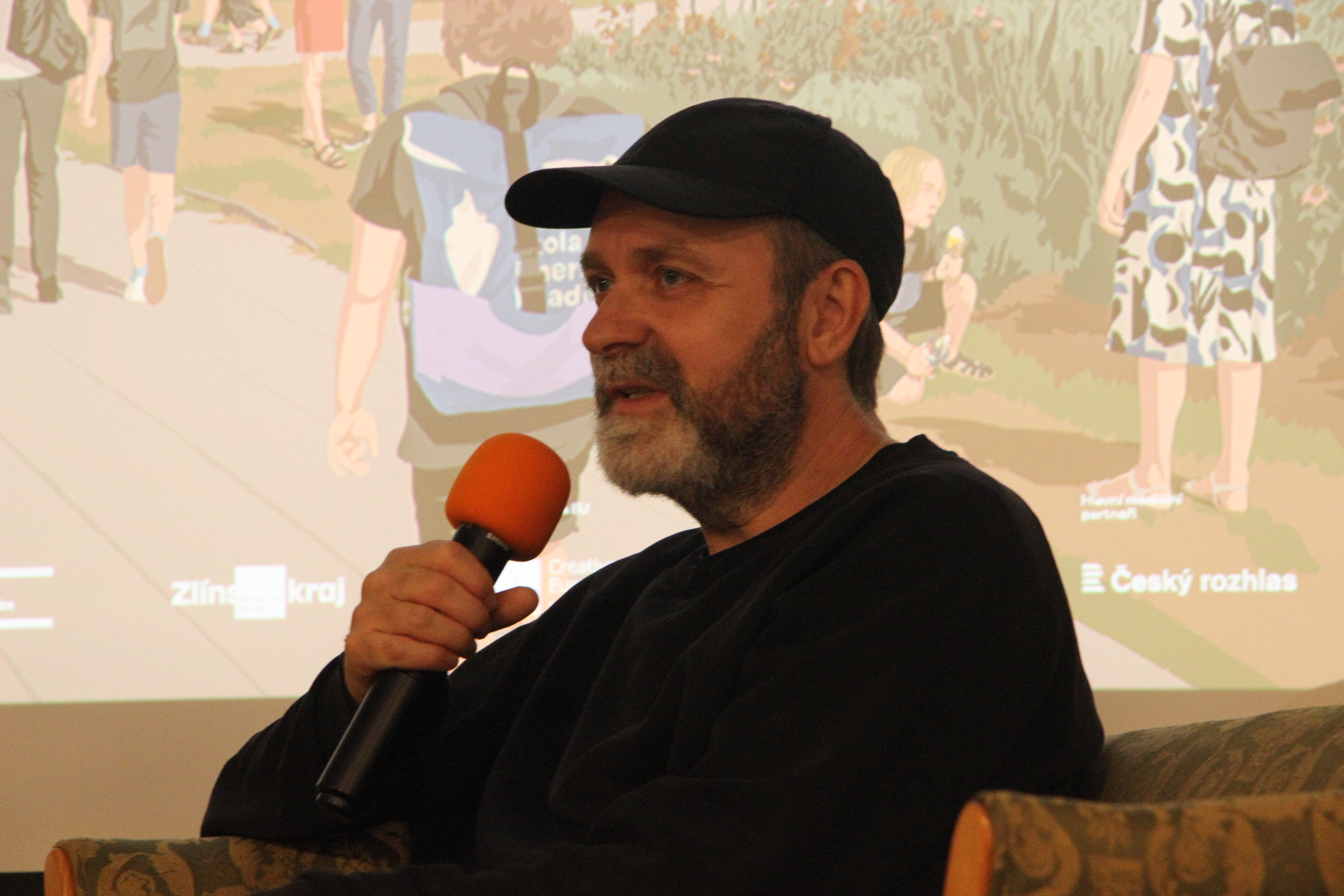
Lukas Moodyson na Letní filmové škole 2025

- Lukas Moodyson na Letní filmové škole 2025En uppgörelse i den undre världen – 1996, krátký film
- Rozhovor (Bara prata lite) – 1997, krátký film
- Láska je láska (Fucking Åmål) – 1998
- Společně (Tillsammans) – 2000
- Nová země (Det nya landet  – 2000, jen scénář
- Lilja (Lilja 4-ever) – 2002
- Terrorist - en film om dom dömda – 2003, dokumentární film
- Rána v srdci (Ett hål i mitt hjärta) – 2004
- Container – 2006
- Mamut (Mammut) – 2009
- My jsme nejlepší! (Vi är bäst!) – 2013
- Gösta – 2019, televizní seriál
- Společně 99 (Tillsammans 99) – 2023

## Ocenění a vyznamenání
- 1999: Teddy Award za nejlepší celovečerní film – Láska je láska
- 2000: MFF Gijón: Nejlepší režie – Společně. Nejlepší scénář – Společně. Cena mladé poroty za nejlepší celovečerní film – Společně.
- 2002: MFF Gijón: Nejlepší celovečerní film – Lilja. Cena mladé poroty za nejlepší celovečerní film – Lilja.
- 2003: Cena Stiga Dagermana
- 2025: Letní filmová škola Uherské Hradiště: Výroční cena AČFK[10]